# Grâce Duval Kolime
Grâce Duval Kolime, née en 1998, est un  karatéka de nationalité congolaise (RC).

## Carrière
En 2021, il obtient la médaille de bronze en kumité de −84 kg au Championnats d'Afrique de karaté au Caire et plusieurs fois champion au niveau national chez les seniors.

## Palmarès
| Date | Compétition                      | Lieu   | Résultat | Épreuve |
| ---- | -------------------------------- | ------ | -------- | ------- |
| 2021 | Championnats d'Afrique de karaté | Égypte | 3e       | Kumité  |